# 포스타피브레노
포스타피브레노(이탈리아어: Posta Fibreno)는 이탈리아 라치오주 프로시노네도에 위치한 코무네다. 로마로부터 동쪽 100km, 프로시노네로부터 동쪽 30km 거리에 있다.